# الكسندر جوليان
الكسندر جوليان (بالإنجليزية: Alexander Julian)‏ هو مصمم أزياء أمريكي، ولد في 8 فبراير 1948 في تشابل هيل في الولايات المتحدة.

## وصلات خارجية
- الموقع الرسمي
- الكسندر جوليان على موقع IMDb (الإنجليزية)